# Степашкин, Станислав Иванович
Станисла́в Ива́нович Степа́шкин (1 сентября 1940, Москва — 4 сентября 2013) — советский боксёр, двукратный чемпион Европы, олимпийский чемпион, заслуженный мастер спорта СССР.

## Биография
Станислав Степашкин начал заниматься боксом в юности, но серьёзно начал тренироваться лишь будучи студентом, что не помешало ему в неполных 24 года стать чемпионом Олимпиады.
Окончил ГЦОЛИФК в 1967 году по специальности преподаватель. Выступал за «Трудовые резервы», с 1963 года за ЦСКА (Москва). В 1964 году выиграл золотую медаль на Олимпийских играх в Токио (в полулёгком весе). Двукратный чемпион Европы (1963, 1965), трёхкратный чемпион СССР (1963, 1964, 1965).
Проходил подготовку под руководством заслуженного тренера СССР А. А. Чеботарёва.
В течение карьеры провёл 204 боя, одержал 193 победы, в том числе, в 60 боях досрочно.
Умер в 2013 году. Похоронен на Востряковском кладбище.

## Спортивные достижения
Международные
- XVIII летние Олимпийские игры 1964 года —

- Чемпионат Европы по боксу 1963 года —
- Чемпионат Европы по боксу 1965 года —

Всесоюзные
- III Летняя Спартакиада народов СССР 1963 года —

- Чемпионат СССР по боксу 1960 года —
- Чемпионат СССР по боксу 1961 года —
- Чемпионат СССР по боксу 1963 года —
- Чемпионат СССР по боксу 1964 года —
- Чемпионат СССР по боксу 1965 года —
- Чемпионат СССР по боксу 1966 года —
- Чемпионат СССР по боксу 1968 года —

### Спортивные звания
- «Выдающийся боксёр СССР» (1964)
- Заслуженный мастер спорта СССР

## Награды
- Орден Знак Почёта
- Почётная грамота Московской городской думы (2010)[6]